# Paya Bili (Meurah Mulia)
Paya Bili is een bestuurslaag in het regentschap Aceh Utara van de provincie Atjeh, Indonesië. Paya Bili telt 393 inwoners (volkstelling 2010).